# José María Herrán
José María Herrán Valdivielso (Pámanes, 16 de noviembre de 1833) fue un periodista, médico y político español. Firmante del Pacto Federal Castellano en 1869 en representación de la provincia de Santander.
Trabajó para el periódico bisemanal El Aviso de Santander. Fue gobernador y diputado provincial. Accionista, en 1876, de la Institución Libre de Enseñanza.

## Obras
- El hombre-pez de Liérganes (Santander, 1877). Basado en una historia tradicional popular, sobre un hombre pez.
- Datos históricos del papado: contestación a un anatema del obispo y tres canónigos de Santander y a "El siglo futuro" (Santander, 1878)
- Aplicación del artículo 11 de la ley de imprenta por los juzgados municipal y de 1ª instancia de Santander: en juicio entre los Sres D. José María Herran Valdivieso y Director de "La Voz Montañesa" (1879)